# Elizabeth Armstrong
Elizabeth Anne "Betsey" Armstrong (Ann Arbor, 31 de janeiro de 1983) é uma jogadora de polo aquático estadunidense, campeã olímpica e bicampeã mundial.

## Carreira
Armstrong disputou duas edições de Jogos Olímpicos pelos Estados Unidos: 2008 e 2012. Em sua primeira aparição, em Pequim, conquistou a medalha de prata e quatro anos depois, em Londres, obteve a medalha de ouro.